# IJzerlo
IJzerlo est une localité des Pays-Bas située dans la commune néerlandaise d’Aalten, dans la province de Gueldre.